# Neoclytus peninsularis
Neoclytus peninsularis es una especie de escarabajo longicornio del género Neoclytus, tribu Clytini, subfamilia Cerambycinae. Fue descrita científicamente por Schaeffer en 1905.

## Descripción
Mide 14 milímetros de longitud.

## Distribución
Se distribuye por México.